# Музей Берегівщини
Музей знаходиться за адресою місто Берегово, вул. Бетлена, 1. 

## Місце розташування
Розміщується в правому крилі найстарішої світської будівлі Берегова, так званому Графському дворі, котрий являє собою одноповерховий палац барокового стилю, збудований в 1629 році як одна з резиденцій трансильванського графа Габора Бетлена. Побудований на місці монастиря домініканців, який був зруйнований реформаторами в ході релігійних війн у 1573 році. В 1686 році, під час повстання угорців під проводом Імре Текейі, палац згорів, пізніше був відбудований Ференцем Ракоці II. Під час національного повстання 1848 року в колишньому графському дворі розміщався сформований з місцевих мешканців загін угорської національної гвардії. В 1857 році до фасаду палацу був прибудований портик в стилі ампір з шістьма колонами. В чехословацький період в будівлі знаходилася жандармська станція, в перші роки радянської влади — прикордонний загін. У 1946 році в будівлі відкрили профтехучилище № 11, яке на даний час є складовою об’єднаного професійного ліцею. У 2002 році в правому крилі головної будівлі комплексу відкрився Музей Берегівщини. 
Постановою Кабінету Міністрів України від 27 грудня 2001 р. N 1761 ансамбль споруд "Графського двору", включаючи власне палац князя Г.Бетлена (1629 — 1857 рр.), а також каретна і зерносховище (1629 — 1686 рр.) та приміщення стайні, віднесений до Пам'яток архітектури національного значення.  

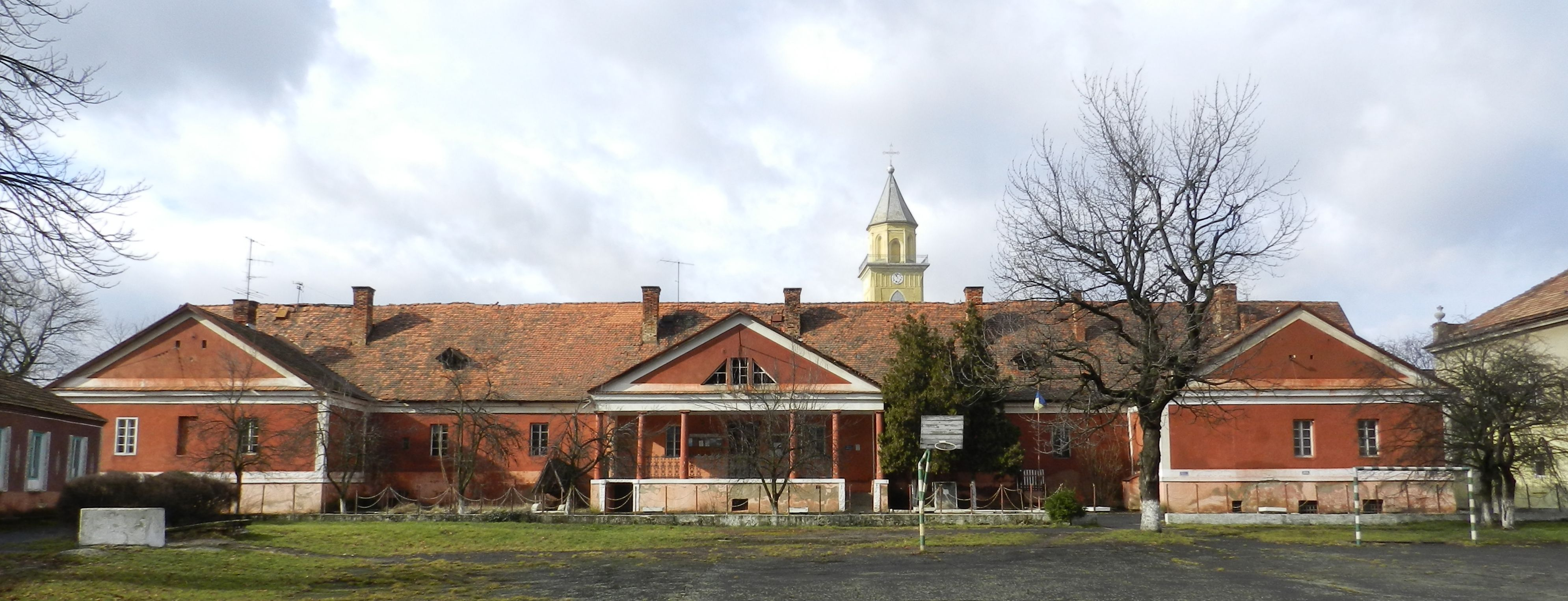
Фасад Графського двору Бетлена

## Історія створення
Створення музею почалося в 1964 р. з ініціативи директора і викладача історії місцевої школи № 7 Міклоша Делі, який у шкільному приміщенні відкрив виставку з експонатів приватної збірки Ференца Горвата. Ф. Горват у 1920-30 рр. обіймав посаду начальника котельні берегівської залізничної станції, і колекціонував артефакти, знайдені під час будівництва залізниці — знаряддя праці та полювання первісної людини, череп’яний посуд, ножі та прикраси давніх часів. Тоді ж у першому «прото-музеї» була виставлена цінна нумізматична колекція з понад двох сотень монет та медалей.  
В 1976-му р. музей перенесли до першого поверху готелю «Дружба» (колишній готель «Роял», збудований в 1909-1910 рр., нині — студентський гуртожиток ім. Ф. Кельчеї Закарпатського угорського інституту ім. Ф. Ракоці II). Наприкінці 1989 р. музей закрили. В новій якості він відкрився тільки у 2002 році, де зусиллями директора Івана Шепи за короткий час став одним з найкращих краєзнавчих музеїв Закарпаття.

## Музей виноробства та виноградарства

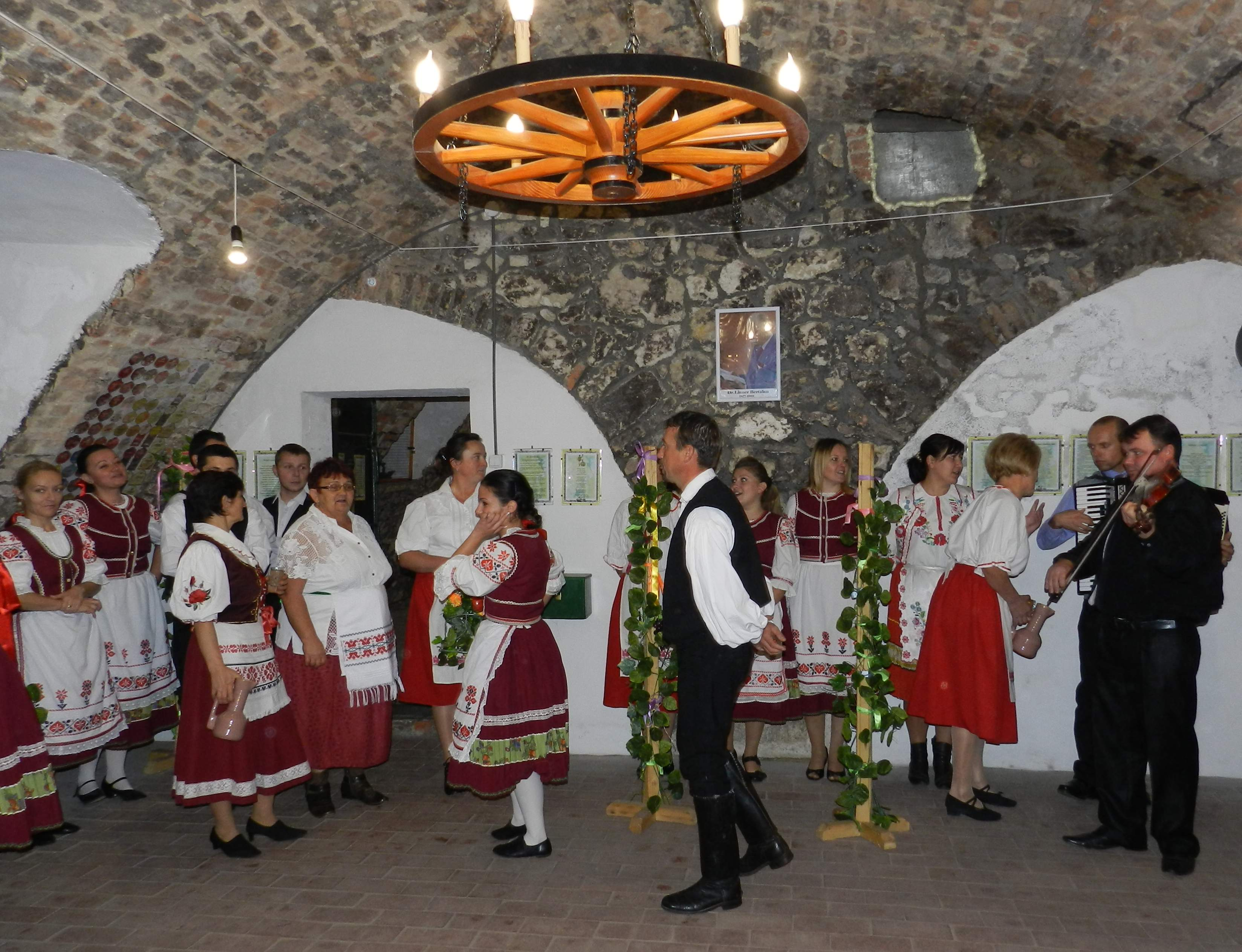
День Св. Мартина в підвалі Музею виноградарства та виноробства

У березні 2011 р., після тривалої роботи з очистки від півстолітніх шарів бруду та будівельного сміття, після ремонтних та оздоблювальних робіт, в частині  старовинного підвалу під палацом, в радянський час перетвореного в бомбосховище, відкрився Музей виноробства та виноградарства. Фінансування створення цього музею здійснювалося шляхом фандрейзингу. Зокрема, підлога музею в старовинному підвалі викладена цеглою, яку можна купити, пожертвувавши певну суму — в такому разі ім’я мецената викарбовується на окремій цеглині. Окрім грошового, можна зробити й інший, адекватний за корисністю, внесок.